# 奥森皐月
奥森 皐月（おくもり さつき、2004年5月9日 - ）は、日本の女優、モデル、タレント。
東京都出身。スターダストプロモーション所属。
かつてはシーアンドティーに所属していた。
夫はお笑いコンビ・ハライチの岩井勇気。

## 略歴
- 2006年にスチールで活動をはじめる[1]。
- 2008年4月、NHK教育テレビ『にほんごであそぼ』にレギュラー出演[1]。
- 2015年度より同番組内で、ちーむ・をとめ座としても活動。
- 2015年9月の公演「シーパー」より少女劇団いとをかしに参加[2]。
- 2016年4月22日、スターダストプロモーション芸能3部の小中学生による「私立輝女学園（3期）」メンバーとなり、2017年3月26日卒業。
- 2017年10月、テレビ東京『おはスタ』の金曜おはガールに就任。
- 2020年度よりNHK教育テレビ『すイエんサー』のすイエんサーガールズに就任。
- 2020年9月、QJWeb「クイックジャーナル」にて連載スタート。
- 2021年3月25日よりテレ朝動画ロガール にて冠番組『奥森皐月の公私混同』配信開始[3]。
- 2023年11月13日、お笑いコンビ・ハライチの岩井勇気と結婚することを発表した[4]。

## 人物・エピソード
- 特技は合気道、ピアノ、ギター、茶道。
- 趣味は勉強、着ぐるみハント[要出典]、コスプレ、深夜ラジオ、お笑いネタ鑑賞（月に150本以上）、学生団体、SDGs[要出典]、美術館、神社。
  - テレビ番組に関して、2021年に自身の連載で「我々は大喜利に完全に包囲されている」とし、「大喜利系」のテレビ番組のなかで最近はまっている番組として『ラヴィット!』（TBSテレビ）を挙げている[5]。
  - 幼少期からのプリキュアシリーズの大ファン。自身のブログや雑誌連載、出演番組でも語ることがあるほか、ブログではプリキュアのコスプレを披露している[6][7][8]。
- 2018年の目標として「英語検定3級と漢字検定2級」を挙げており、2018年に英語検定4級と漢字検定準2級を取得した[9]。

## 出演

### テレビドラマ
- 七瀬ふたたび（2008年10月9日 - 12月11日、NHK総合） - 田中（火田）七瀬（幼少） 役
- ザ・クイズショウ 第9話・最終話（2009年6月13日・20日、日本テレビ） - 新田美咲（幼少） 役
- MW-ムウ- 第0章 〜悪魔のゲーム〜（2009年6月30日、日本テレビ） - 孤児 役
- 派遣のオスカル〜『少女漫画』に愛をこめて 第1話・第3話（2009年8月28日・9月11日、NHK総合） - 静田リリカ 役
- IS〜男でも女でもない性〜 第4話（2011年8月8日、テレビ東京） - 相原美和子（幼少） 役
- 月曜ゴールデン「世直し公務員ザ・公証人10」（2012年2月28日、TBSテレビ） - 一条優花 役
- 長谷川町子物語〜サザエさんが生まれた日〜（2013年11月29日、フジテレビ） - 長谷川町子（幼少） 役
- かなたの子（2013年12月1日 - 22日、WOWOW） - 主人公・豆田日都子（幼少） 役
- 今からあなたを脅迫します 第3話（2017年11月5日、日本テレビ） - 萩沼真希（幼少） 役
- FUN×FAN RUGBY with KAGAJO☆7 カガドラvol.8ホイッスル（2019年5月20日 - 24日、J:COM） - 五十嵐莉央 役
- おばけずかん（2020年4月8日 - 、テレビ東京） - おはスタ内コーナー「きゃらスタ」で毎週水曜日に放送。

### バラエティ
- ナンデモしるどれん〜ぶっとびティーチャーがやってきた!!〜（2012年4月28日、フジテレビ） - 生徒 役
- 輝☆ご当地大使（2016年4月 - 2017年3月、J:COMテレビ） - 第3期生
- おはスタ（テレビ東京）
  - （2017年10月13日 - 2019年3月22日） - おはガール（金曜レギュラー）
  - （2019年12月2日 - 4日） - おはガールOGとして出演[注釈 1]
- ワイドナショー（フジテレビ）
  - （9月24日、10月29日）  -  ワイドナティーンとして出演
- テレビ東京「解禁モンスター『北海道の最新！絶景サウナ＆初ラジオ解禁』」 (2023年1月30日)
- テレビ東京「アルコ＆ピースのメガホン二郎」 (2023年3月4日、11日)
- ＢＳ朝日「バトンタッチ ＳＤＧｓはじめてます」 
  - アースデイＳＰ ２時間生中継！守り人たちからのバトン (2023年4月15日、22日)
- フジテレビ「ネタパレ」 (2023年7月7日)
- 読売テレビ「るてんのんてる」 (2024年1月12日、19日)
- NHK Eテレ「ニュー試」 (2024年2月10日)

### その他のテレビ番組
- にほんごであそぼ（2008年 - 2022年、NHK Eテレ） - レギュラー
- すイエんサー（2020年3月31日 - 2023年3月27日、NHK Eテレ） - すイエんサーガールズ レギュラー
- NHKプレマップ（2014年、NHK） - NHKデジタルアーカイブス紹介（メインキャスト）
- バトンタッチ SDGsはじめてます（2020年8月17日・9月21日、BS朝日） - レポーター

### 映画
- かぐや姫の物語
- 寄生獣 完結編（2015年4月25日） - 倉森の娘 役
- 宇宙でいちばんあかるい屋根（2020年9月4日） - ナミ 役
- ライアー×ライアー（2021年2月19日）

### 演劇
- 少女劇団いとをかし
  - 第3回公演「シーパー」（2015年） - 幽霊（池尻さん） 役
  - 第4回公演「シーパー REMAKE」（2016年） - 佐賀たけみ 役
- 劇団富士大陸
  - 第1回公演「ゴーラス」（2016年） - 運び屋・森山 役
- BuzzFestTheater
  - 第8回本公演「黴」（2018年） - 三上桃香 役
- 劇団さまぁ～ず旗揚げ公演（2019年） - 桃太郎の娘・さつき 役
- 劇団星乃企画 
  - 第12回公演「宇宙に一番近い夏」（2023年）
  - フェスティバル4th 「東京の上の満開の下」（2024年）

### CM
- ピープル
  - 「チェーン式三輪車」（2007年）
  - 「やわらかお肌の女の子だもん」（2007年）
  - 「ぽぽちゃんのおしゃべり歯ブラシ」（2007年）
  - 「心に語りかけてくるぽぽちゃん」（2007年）
- ヤマハ音楽教室　2008 春の体験レッスン 「さつきちゃん」編（2008年）
- 大塚家具
  - 「家具は人」編・「暮らし」編（2008年 - 2010年）
  - 「椅子と少女」編（2014年）
- NEC「LaVie L」（2010年）
- セブン-イレブン
  - ちびまる子ちゃん「まるちゃんのお出かけ弁当」（2010年）
  - 「ポケモンスタンプラリー」（2012年）
- コカ・コーラ い・ろ・は・す - 阿部寛と共演
  - 「しぼれる1リットル」編（2010年）
  - 「みかん」編（2013年）
- バンダイ
  - ハートキャッチプリキュア! こころの種であそぼう（2010年）
  - ハピネスチャージプリキュア! フォーチュンピアノ（2014年）
  - ハピネスチャージプリキュア! フォーチュンタンバリン（2014年）
- 山崎製パン
  - ふんわり食パン - 久住小春と共演
    - 「夏の食べ方」編・「しっかりメニュー」編（2010年）
    - 「今日は何」編（2011年 - 2012年）

  - クリスマスケーキ
    - 「笑顔の真ん中に」編（2010年）
    - 「予約」編・「直前」編（2011年）
- SUZUKI「パレット〜家族の季節・秋桜〜」編（2010年）
- NTT西日本 フレッツ光「活用サポート（かわいい動物）」編（2010年）
- クレハ
  - クレラップ - 4代目クルリ
    - 「ゆうやけ」編・「芽が出る」編（2011年）
    - 「お姉ちゃんと勝負」編（2012年）
    - 「どこいく」編（2013年）

  - ダストマン「NEWヒーロー」編・「キチント見てみよう」編（2014年）
- ケンタッキーフライドチキン 「口上」編 （2013年）
- 日清オイリオ 「植物のチカラで揚げよう」編・「リセッタで揚げよう」編 （2013年）
- 日本マクドナルド ハッピーセット ドキドキ!プリキュア「期待にドキドキ」編（2013年）
- イオン クリスマスフェア（ロブスター）（2015年）
- 森永乳業 ラクトフェリンヨーグルト「ミニチュア研究員 夏」編・「ミニチュア研究員 冬」編（2016年）
- Z会 中高生2017「なぜか・・・（親）」編（2017年）
- コクヨ コクヨのヨコク「テープのり ドットライナー」編（2017年）

### スチール
- 小学館 『ベビーブック』5月号（2006年）
- セレクトショップ エミー 春夏カタログ（2007年）
- Mou Jon Jon 2007 夏（カタログ・店頭POP）（2007年）
- TINKERBELL 2007 春カタログ（2007年）
- TINKERBELL 2007 夏カタログ（2007年）
- TINKERBELL 2007 秋カタログ（2007年）
- ピープル「ぽぽちゃんいいと取りリセット」（商品パッケージ・雑広など）（2007年）
- 日本橋三越「七・五・三」（カタログ・ポスター）（2008年）
- 東急不動産「ブランズシティ守谷」（オールスチール）（2008年 - 2009年）
- 学研「はなまるきっず」（パンフ）（2008年）
- 日本製薬工業協会「薬はみんなでつくるものキャンペーン」（2008年）
- ベネッセ「ボンメルシィ！リトル」（雑誌）（2010年）
- TINKERBELL 2010 春夏カタログ（2010年）
- ヤマハ発動機「PAS」（オールスチール）（2010年 - ）
- 小学館 『幼稚園』6月号（2010年）
- 京王百貨店 聖蹟桜ケ丘店（DM・WEB・チラシ）（2010年）
- フルルガーデン「ハッピーバーゲン夏」（WEB・チラシ・店頭POP）（2010年）
- 講談社「おともだちピンク」9月号（2010年）
- 髙島屋「2011 タカシマヤ 新入学フェア」（2010年）
- 講談社「おともだちピンク」11月号（2010年）
- 小学館 「2011 もうすぐ一年生 入学の心得」小冊子表紙（2010年）
- 講談社「おともだちピンク」6月号（2011年）
- EAST BOY KIDS「Primary Story」（2011年）
- 日本歯科医師会「歯の学校」6月発行（2012年）
- 集英社 『りぼん』10月号（2015年）
- 集英社 『りぼん』2月特大号（2016年）
- 集英社 『りぼん』6月号（2016年）
- 集英社 『りぼん』9月特大号（2016年）
- 集英社 『りぼん』10月特大号（2016年）
- 集英社 『りぼん』11月号（2016年）
- 集英社 『りぼん』1月特大号（2017年）
- 集英社 『りぼん』4月特大号（2017年）
- 集英社 『りぼん』5月特大号（2017年）
- 集英社 『りぼん』7月特大号（2017年）
- 集英社 『りぼん』8月特大号（2017年）
- 集英社 『りぼん』10月特大号（2017年）
- 集英社 『りぼん』11月特大号（2017年）
- 集英社 『りぼん』12月特大号（2017年）
- 集英社 『りぼん』1月特大号（2018年）
- 集英社 『りぼん』2月超特大号（2018年）
- 小学館 『ちゃお』2月号（2018年）
- 集英社 『りぼん』3月特大号（2018年）
- 小学館 『小学一年生』8月号（2018年）
- 小学館 『ちゃお』8月号（2018年）
- 世界文化社 『家庭画報』8月号「昭和・平成遺産」（2020年7月1日）

### ショー
- Becky's style -Studio Alice-（2008年）
- TOKYO TOP KIDS COLLECTION A/W 2010（2010年）
- TOKYO TOP KIDS COLLECTION A/W 2011（2011年）
- FASHION PHOTO@LLP STUDIO（2015年11月23日）

### イベント
- 次世代ワールドホビーフェア'18 winter
- 次世代ワールドホビーフェア'18 summerホール
- りぼん★みらいフェスタ2018
- YATSUI FESTIVAL!2019
- ONLINE YATSUI FESTIVAL! 2020
- ラジオリスナーフェス2020 - 『深夜ラジオ編成ドラフト会議』のコーナー出演
- 大喜るチームたちvol.1（2021年11月20日、中野Studio twl）
- YATSUI FESTIVAL！2021（2021年6月19.20日）
- ラジオリスナーフェス2021（2021年9月23日）
- 室井ゆうの＃岡野さん聞いてくださいvol.3（2021年10月15日）
- 大喜るチームたち（2021年11月20日）
- 奥森皐月の公私混同 presents 奥森皐月 初単独ライブ「仮初未成年」(2022年3月20日)
- logirl Presents「奥森皐月の公私混同～テレ朝だけどラジオイベントがやりたい！～」（2022年８月18日）
- ラジオリスナーフェス2022（2022年9月19日）
- 大喜る人たち 秋の大喜利祭り！（2022年9月20日）
- 本選「AUN～コンビ大喜利王決定戦～第5回」 ※MC (2023年1月14日)
- 「トゥインクル-1グランプリ 2023」 審査員 (2023年3月21日)
- 大喜る人たち×AUNのコラボライブ「AUNと大喜る人たち」 (2023年5月7日)
- お笑いガチクイズ IN NAKED LOFT (2023年5月14日)
- ニコニコ生放送「やついフェス2023 決起集会」 ※アシスタントMC （2023年5月29日)
- 予選「AUN～新呼吸～」 ※MC (2023年6月3日)
- 本選「AUN～コンビ大喜利王決定戦～第6回」 ※MC (2023年6月3日)
- 「YATSUI FESTIVAL! 2023」 (2023年6月18日)
- 「喜利喜利アナコン道6 新井薬師福しんの会 vs 奥森皐月チーム」 (2023年7月2日)

### Web
- 電気事業連合会「恋愛エネルギー」（2016年） - 青空さくら 役
- 劇団さまぁ～ず（2018年 - 2019年、GYAO!）
- 集英社 りぼん「りぼんチャンネル」（2018年 - 、YouTube チャンネル）
- GOLDEN TIME （2019年 - 、YouTube） - レギュラーメンバー
- 進化し続ける「魂」のポータルサイト『れポたま！』インタビュー（2020年10月22日[10]・30日[11]・11月6日[12]）
- QJWeb インタビュー（2020年11月12日[13]）
- GetNavi webインタビュー（2020年12月19日[14]・26日[15]）
- マイナビニュース「プラネット賞」インタビュー（2021年2月27日[16]・28日[17]）
- 奥森皐月の公私混同（2021年3月25日 - 、テレ朝動画 logirl）
- WAGEI #50 - #55（テレ朝動画 logirl）
- しくじり先生 俺みたいになるな!! #124 - #126（2022年3月4日 - 18日、ABEMA）
- 弥生Webメディア「スモビバ！」 タイアップ記事 (2023年1月31日公開)
- テレ朝動画logirl「Musée du ももクロ」 (2023年11月16日、23日)

### ラジオ
- Good Choice Radio（2019年6月9日、＠FM）
- 60TRY部クライマックスシリーズ2019　スペシャルパーソナリティ（2019年12月12日、RFラジオ日本）
- 伊集院光とらじおと（2021年1月6日[18]・2月11日[19]・2022年3月10日、TBSラジオ）
- まだ帰りたくない大人たちへ チョコレートナナナナイト!（2021年8月17日、SBSラジオ）
- 藤井青銅のウララジ（2021年11月11日・18日・25日、Podcast）
- 石井玄×ノーミーツ小御門優一郎「あの夜のはなし」#8（2022年2月22日、ニッポン放送）
- 奥森皐月の単発ラジオ～人気パーソナリティになりたい～[20]（2022年5月4日、文化放送）
- 地方創生プログラム ONE-J（2023年10月22日・2024年1月14日、TBSラジオ）
- TBSラジオ スペシャルプログラム「JUNK20周年記念鼎談」（伊集院光深夜の馬鹿力＆爆笑問題カーボーイ） (2023年1月23日)
- ABCラジオ「ピンポン♪あの人探偵団」 (2023年4月9日、16日／7月2日、9日)
- MBSラジオ「オーイシマサヨシのMBSヤングタウン」 (2023年12月11日、12日)

### 連載
- QJWeb「クイックジャーナル」（2020年9月16日 - 2021年3月23日）
- QJWeb「奥森皐月は傍若無人」（2021年5月8日 - ）
- Note『奥森皐月の公私混同＜収録後記＞』（2021年5月23日 - ）

### その他
- YATSUI FESTIVAL!2019　キャンペーンガールファイナリストグランプリ（2019年6月15日・16日）
- 曲「マジウゲランニャマ～／さっぴ&ぴっぴ」漫談家・街裏ぴんくとのデュエット (2021年4月1日 テイチクエンタテインメント )[21]
- ベネッセ高校講座「教具/教材の使い方」動画（2020年4月1日 - 2021年3月31日）
- プラネット賞 年間賞企画2020アンバサダー[22]
- 第3回 JAPAN PODCAST AWARDS 選考委員 [23]
- 奥森皐月初単独ライブ「仮初未成年」（2022年3月22日）[24]
- プラネット賞 年間賞企画2021アンバサダー[25]